# アブナー・ダブルデイ
アブナー・ダブルデイ（英:Abner Doubleday、1819年6月26日-1893年1月26日）は、アメリカ陸軍の職業軍人であり、南北戦争では北軍の将軍だった。サムター要塞の戦いで防御側として最初の砲撃を行い、南北戦争を始めることになった。ゲティスバーグの戦いの初期戦闘で重要な役割を果たした。ゲティスバーグはダブルデイにとって最高の時だったが、ジョージ・ミード少将に解任されたことで2人の間には長く続く反目が生まれた。
ダブルデイは戦後サンフランシスコで現在も使われているケーブルカーの特許を取得した。晩年はニュージャージー州で過ごし、神智学協会の著名会員となり、後には会長を務めた。さらに野球を発明したという有名な伝説（ダブルデイ神話）で知られているが、スポーツの歴史家達大半からは否定されてきた。ダブルデイ自身はそのような主張をした形跡は無い。

## 初期の経歴

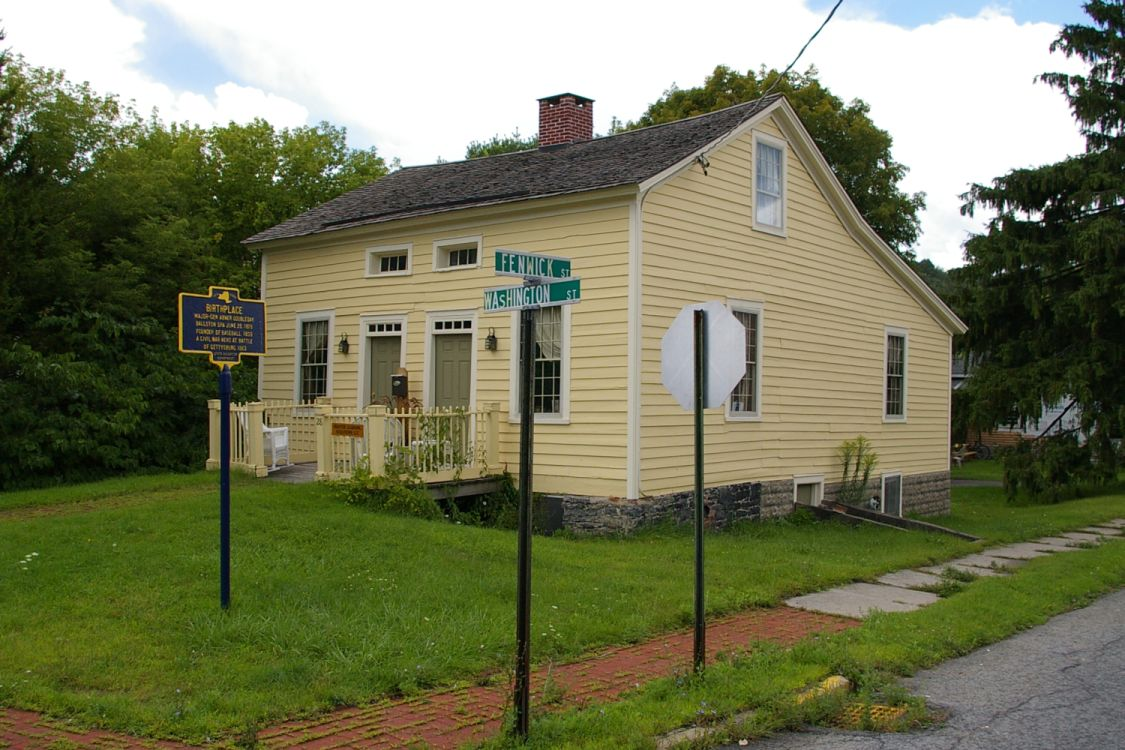
ボールストンスパの生家

ダブルデイはニューヨーク州ボールストンスパで生まれた。祖父はアメリカ独立戦争で戦い、父のユリシーズ・F・ダブルデイはニューヨーク州オーバーンから選出されたアメリカ合衆国下院議員であり、4年間務めた。ダブルデイは測量士と土木技師として2年間実務を行った後の1838年に、陸軍士官学校に入り、1842年に、同期56名中24番目の成績で卒業し、第3アメリカ砲兵隊の名誉少尉に任官された。同期にはジェイムズ・ロングストリート、D・H・ヒルおよびウィリアム・ローズクランズのような著名な将来の将軍達がいた。

## 軍歴

### サムター要塞の初期指揮

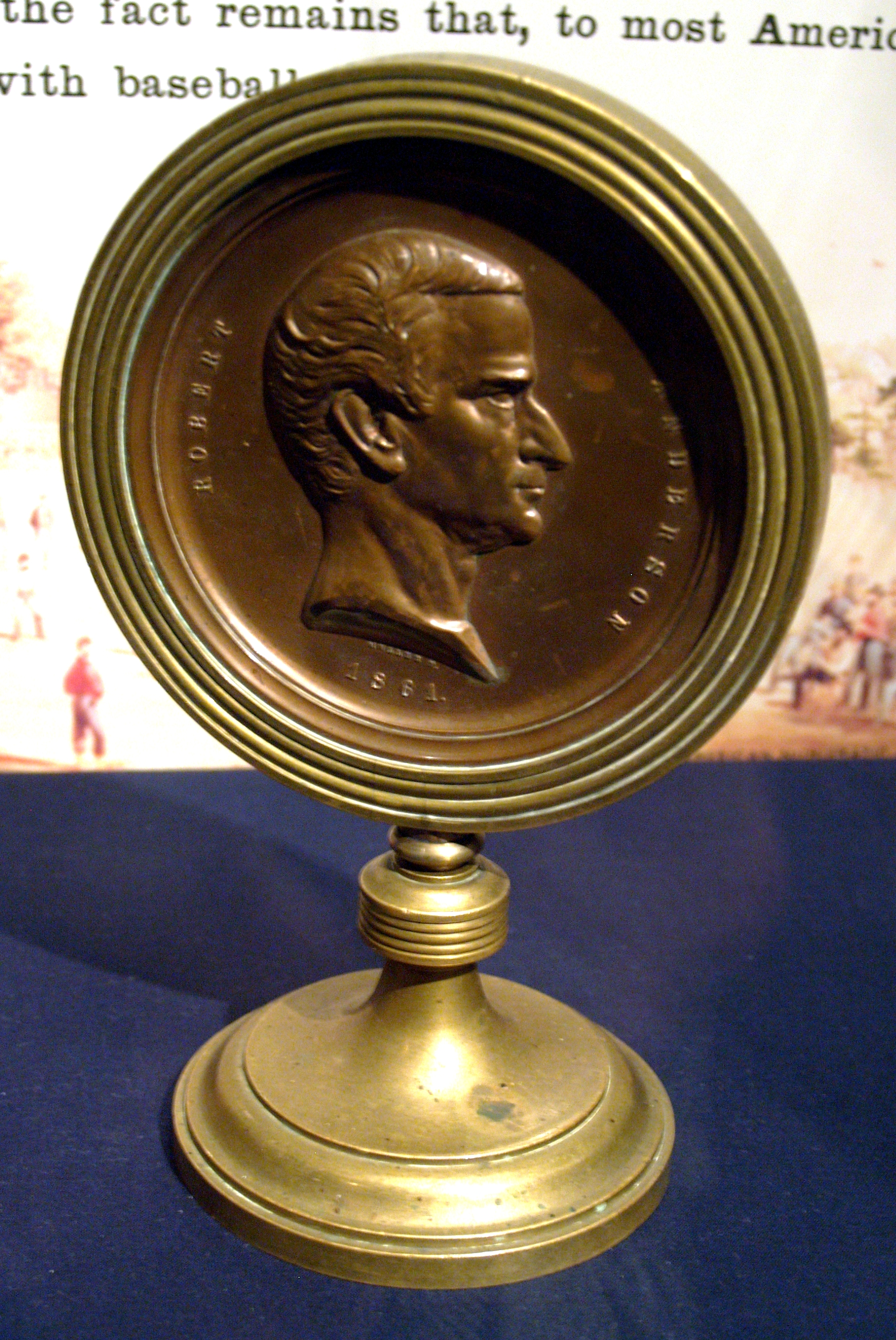
ロバート・アンダーソン少佐の肖像を入れたサムター要塞メダル。ダブルデイに進呈された。

ダブルデイは当初海岸守備の任務に就き、1846年から1848年は米墨戦争、1856年から1858年はセミノール戦争に参戦した。1852年、ボルティモアのメアリー・ヒューイットと結婚した。1858年、チャールストン港のムールトリー砦に転属となったが、南北戦争の開戦までにロバート・アンダーソン少佐の下でサムター要塞守備隊の大尉かつ副指揮官となっていた。1861年4月12日に南軍が要塞に向けて砲撃を開始したのに答える形で北軍最初の砲撃を始め。これが南北戦争を始めることになった。その後、自分自身のこの役割で「サムターの英雄」と名乗っていた。

### バージニア州における旅団と師団の指揮
ダブルデイは1861年5月14日に少佐に昇進し、6月から8月はシェナンドー渓谷で砲兵部門を指揮し、その後ポトマック軍ナサニエル・バンクス少将師団の砲兵隊を指揮した。1862年2月3日に志願兵の准将に指名され、ポトマック軍が半島方面作戦を遂行する間、北バージニアでの任務に就いた。初めて戦闘に参加したのは、北バージニア方面作戦の間、バージニア軍第3軍団第1師団第2旅団を率いてだった。第二次ブルランの戦い直前、ブローナー農園での戦闘で、優勢な南軍部隊に対して支配下の2個連隊をジョン・ギボン准将旅団の援軍に送るという独創性を発揮し、戦いを膠着状態に持ち込んだ（当時指弾指揮官のルーファス・キング准将がてんかんの発作を起こして指揮不能だったので、個人的な独創性が必要だった）。その後指揮官はジョン・P・ハッチ准将に交代した。ダブルデイの部隊は南軍ジェイムズ・ロングストリート少将の軍団と遭遇した時に壊走させられたが、翌8月30日までにハッチが負傷してダブルデイが師団指揮を執り、兵士達を指揮して北軍の撤退をカバーすることができた。

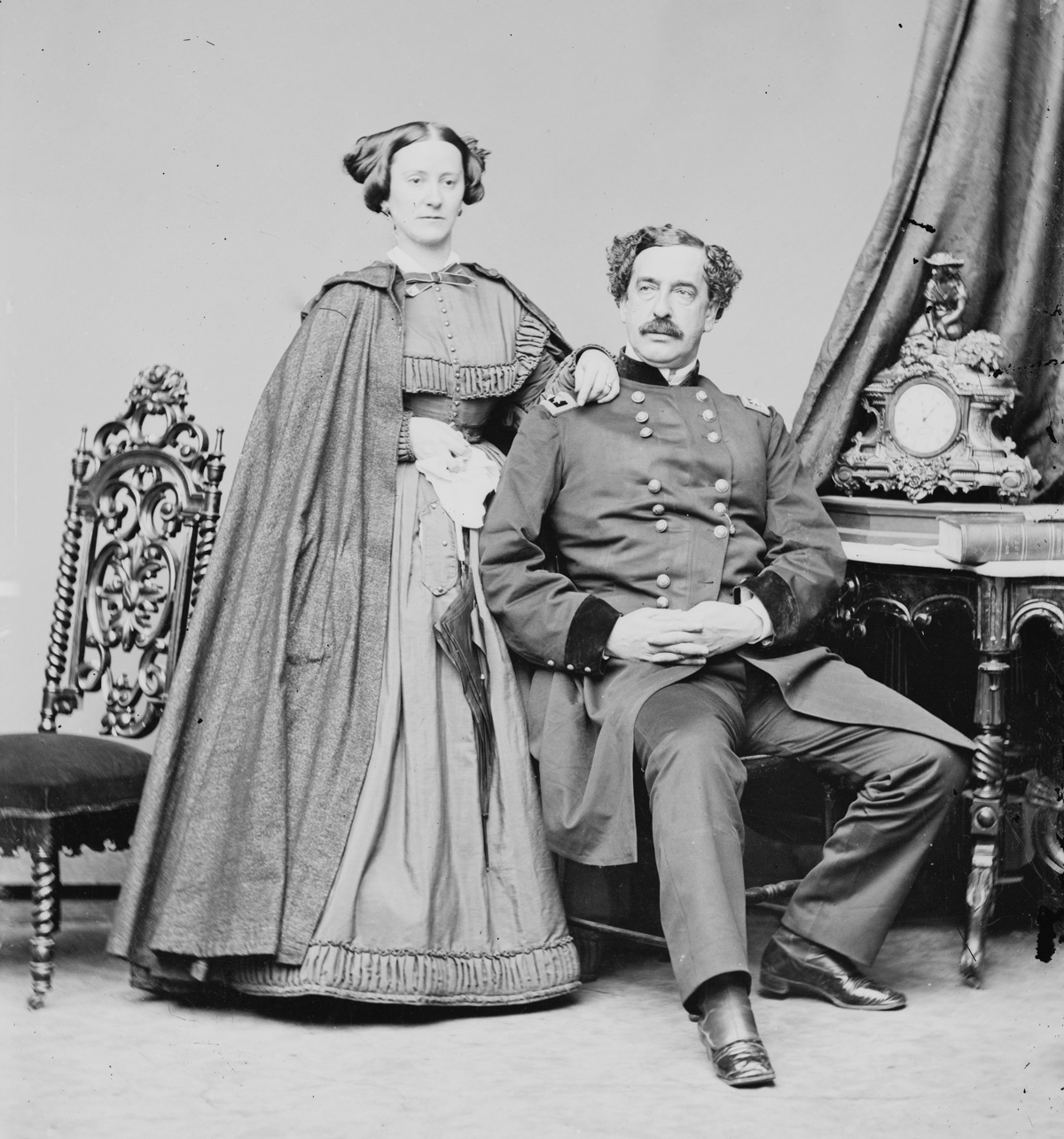
ダブルデイと妻のメアリー

ダブルデイはまた師団を率い、ハッチが再度負傷したサウス山の戦い後、ポトマック軍第1軍団に割り当てられた。アンティータムの戦いではトウモロコシ畑と西の森での激しい戦闘で指揮を執り、ある大佐はダブルデイのことを「勇敢な士官...驚くほど冷静でまさに前線に立っていた」と表現した。乗っていた馬の近くで砲弾が爆裂し地面に投げ出されたときに負傷した。アンティータムでの功績で正規軍の中佐に名誉昇進し、1863年3月には、1862年11月29日付けで志願兵の少将に昇進した。1862年12月のフレデリックスバーグの戦いでは、その師団はほとんど何もできなかった。その冬の間、第1軍団が再編され、ダブルデイは第3師団指揮官となった。1863年5月のチャンセラーズヴィルの戦いでは、その師団は予備隊にとって置かれた。

### ゲティスバーグ
ゲティスバーグの戦い初日の1863年7月1日、ダブルデイ師団はジョン・ビュフォード准将の騎兵師団を補強した2番目の歩兵師団となった。軍団長のジョン・F・レイノルズが戦闘開始間もなく戦死し、ダブルデイは軍団を指揮することになった。その具体は午前中よく戦いしっかりとした抵抗を続けたが、圧倒的な南軍が集中攻撃してきてその前線が壊れ、ゲティスバーグの町を抜けて町の南にある比較的安全なセメタリーヒルまで撤退した。この時の戦闘は南北戦争の中でもダブルデイにとって最高のできであり、16,000名以上の南軍10個旅団に対し9,500名を率いて5時間戦った。その7個旅団は35ないし50%の損失率を出しており、北軍防御の激しさを示している。しかしセメタリーヒルでは第1軍団は戦闘任務に耐えられる者が3分の1しか集まらず、戦闘の残りには戦闘集団として実質的に機能しにくい状態だった。その後の1864年3月には第1軍団が解体され、残っていた部隊は他の軍団に付けられた。
7月2日、ポトマック軍指揮官ジョージ・ミード少将は、他の軍団からより若い士官であるジョン・ニュートン少将をダブルデイの代わりに据えた。表向きの理由は、第11軍団長オリバー・O・ハワードが、ダブルデイの軍団が最初に潰れたために北軍の前線が壊れることになったと報告したことだったが、ミードもまたサウス山の戦いまで遡ってダブルデイの戦闘指揮力を長く軽視していたこともあった。ダブルデイはこの冷遇に侮辱を感じ、ミードに対して長く蟠りを持つことになったが、師団長に戻って戦闘の残りはよく戦った。ダブルデイは戦闘の2日目に首を負傷し、その功績で正規軍の大佐に名誉昇進した。ダブルデイは第1軍団長への正式な復位を求めたが、ミードが拒否し、ダブルデイは7月7日にゲティスバーグを離れ、ワシントンに向かった。
ダブルデイの戦争中の指揮官としての優柔不断さのために有り難くない渾名「48時間」を頂戴した。

### ワシントン
ダブルディはワシントンD.C.防衛軍で大半は管理的任務に就いた。唯一戦闘に関わったのは、1864年のバレー方面作戦で南軍ジュバル・アーリー中将がワシントンを攻撃した時に防衛軍の一部を指揮したときだった。ワシントンにいる間にダブルディはアメリカ合衆国議会両院合同戦争遂行委員会でジョージ・ミードに敵対する証言を行い、ゲティスバーグの戦いにおけるミードの行動について激しく批判した。

## 戦後の経歴
南北戦争が終わると、ダブルデイは1865年8月24日に志願兵任務を解かれて中佐の位に戻り、1867年9月に第35アメリカ騎兵隊の大佐となった。1869年から1871年はサンフランシスコに駐屯し、そこで現在も使われているケーブルカーの特許を取得し、その運行の認可を得たが、転任になった時にその権利を譲った。1871年、ダブルデイはテキサス州で全てアフリカ系アメリカ人からなる第24アメリカ歩兵連隊を指揮した。ダブルデイは1873年に退役し、1878年までニュージャージー州メンダムに住み、そこで神智学協会の著名会員となった。この協会の創設者のうちの二人、エレナ・ブラヴァツキーとヘンリー・スティール・オルコットが1878年にインドに移動し、ダブルデイがアメリカ協会の会長に据えられた。
ダブルデイは南北戦争に関する2つの重要な著作を出版した。1876年出版の『サムター要塞とムールトリー砦の回想』と1882年出版の『チャンセラーズヴィルとゲティスバーグ』であり、後者は『南北戦争の方面作戦』シリーズの1巻となった。

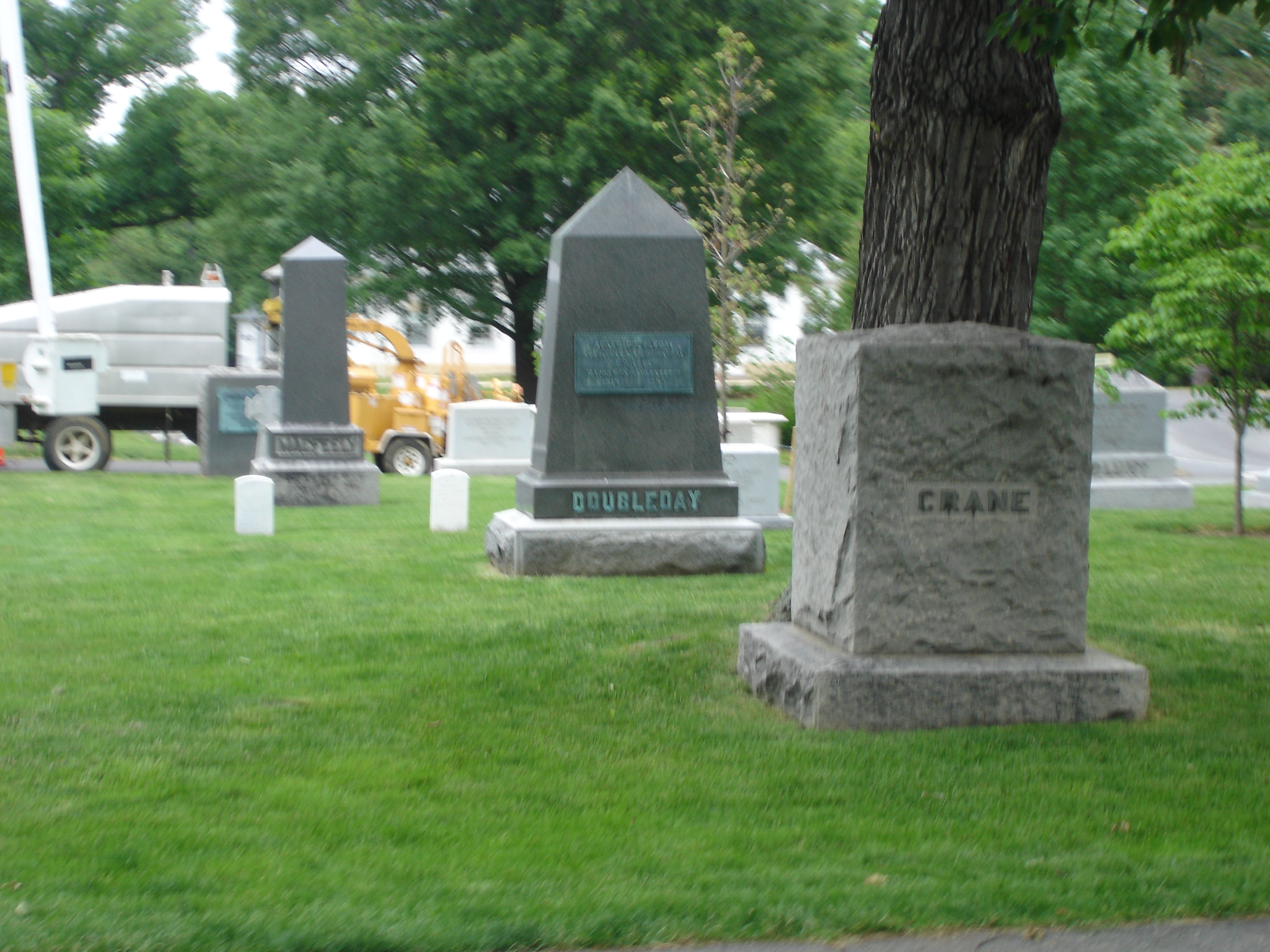
アーリントン国立墓地にあるダブルデイの墓石

ダブルデイはメンダムで心臓病のために死に、バージニア州アーリントンのアーリントン国立墓地に埋葬されている。

## 野球
ダブルデイは南北戦争の多くの重要な戦闘で経験を積んだ、特徴は無いかもしれないが、有能な野戦将軍だった。1839年にニューヨーク州のクーパーズタウンにあるエリフ・フィニーの牛の放牧場で野球を発明したという伝説がかつて存在した。
ナショナルリーグの第4代会長であるエイブラハム・G・ミルズが主宰したミルズ委員会は1905年に野球の起源を定めるよう指示された。1907年12月30日のこの委員会による最終報告書では、「今日得られる最良の証拠に拠れば、野球をする最初の計画は1839年にニューヨーク州のクーパーズタウンでアブナー・ダブルデイによって考案された。」と結論づけた。その報告書は、「これまでの年月で、野球に捧げた数十万の人々の見地で、またこれからそうするであろう数百万人の見地で、アブナー・ダブルデイの名声は等しく残るであろう。それほど大きくはないまでも彼が発明したという事実で...北軍の士官として輝かしく傑出した経歴と同様に。」と締めくくられている。
しかし、この主張を否定する多くの証拠が指摘されている。野球の歴史家ジョージ・B・キルシュはミルズ委員会の報告を「神話」だと表現した。キルシュは「ロバート・ヘンダーソン、ハロルド・シーモア他の学者達がダブルデイ＝クーパーズタウン神話をでっち上げだとしてきたが、それでもメジャーリーグベースボールやクーパーズタウンのアメリカ野球殿堂の努力の故に、アメリカ人の心に強力に残り続けている。」と書いた。
ダブルデイは死ぬまでに多くの手紙や文書を残したが、そのどれも野球について一語も触れておらず、自分が野球の発展に貢献した人間であると考えていた兆候も無い。ミルズ委員長自身が南北戦争におけるダブルデイの同僚であり、ダブルデイの遺体がニューヨーク市に安置されたときの儀仗兵の一人であったが、ダブルデイ自身が発明者として何かを語ったという記憶はなかった。また、ダブルデイが野球を発明したとされる年に彼は陸軍士官学校の士官候補生であり、クーパーズタウンに帰ってくる機会も無かったことが証明された。その家族は前年にクーパーズタウンを離れていた。さらに委員会で野球にダブルデイを結びつける主要な証言を行ったのはアブナー・グレイブスであったが、その証言内容の信憑性は疑問視されている。証言から数年後にグレイブスは妻を撃って死に至らしめており、心の病によるものと認定され、触法精神障害者の施設に収容され残りの生涯を過ごすこととなった。

## ダブルデイの名前に因むもの
ダブルデイ・フィールドはダブルデイに因んで名付けられたマイナーリーグベースボールのスタジアムであり、ニューヨーク州のクーパーズタウン、アメリカ野球殿堂の近くにある。元々は引退した野球選手のチームが戦う毎年の野球殿堂試合を行っていたが、最近はメジャーリーグのチーム同士のエキシビションになっている。
オーバーン・ダブルデイズはニューヨーク州オーバーンを本拠とするマイナーリーグのチームである。
第二次世界大戦中アメリカ合衆国のリバティ船SSアブナー・ダブルデイはダブルデイの栄誉を称えて名付けられた。